# Picarany
Picarany és el nom d'un barranc que discorre principalment en terme d'Almoster, Baix Camp.
Dona nom al Mas del Picarany, vinculat a la família Ferrater, on Joan i Gabriel Ferrater hi van viure alguns anys.
I també és el nom d'una urbanització d'Almoster, que té un dipòsit d'aigua i un camí forestal que porta al Mas de Borbó amb la seva famosa alzina mil·lenària. La urbanització enllaça amb la de Castellmoster, que està en part en el mateix terme i en part al de Castellvell del Camp. Comptava amb 153 habitatges l'any 2005. El promotor de la urbanització fou el Sr. Masdeu i, encara que avui està prou valorada, no va respondre inicialment a les expectatives creades i va tenir un desenvolupament reduït durant els primers 30 anys, que van ser els darrers del segle xx.
El Barranc del Picarany, aproximadament on el travessa la carretera, sota la urbanització Castellmoster, es va transformant en riera i primer fa de límit entre els termes d'Almoster i Castellvell i després entra dins del terme de Reus. Allà agafa el nom de Riera de la Vidaleta.